# Большой шлем (автоспорт)
Большой шлем (англ. grand slam, фр. grand chelem) — достижение в Формуле-1, для получения которого пилоту необходимо выполнить следующие условия: стартовать с поул-позиции, лидировать на финише каждого круга, установить быстрый круг и победить в гонке.
Наибольшее количество «больших шлемов» у Джима Кларка (8), а из действующих гонщиков — у Льюиса Хэмилтона (6).
Алену Просту, Кеке Росбергу, Дженсону Баттону, Кими Райкконену и некоторым другим чемпионам мира Формулы-1 так и не удалось получить ни одного «большого шлема» за всю карьеру.
Айртон Сенна и Нельсон Пике завоевали свои первые «большие шлемы» в тех же Гран-при, в которых одержали первые победы в Формуле-1.

## Список обладателей большого шлема
Пилоты, выделенные полужирным, продолжают соревноваться в текущем сезоне. 
| Место | Число больших шлемов | Имя пилота          | Гран-при |
| ----- | -------------------- | ------------------- | --- |
| 1     | 8                    | Джим Кларк          | Гран-при Великобритании 1962 года, Гран-при Нидерландов 1963 года, Гран-при Франции 1963 года, Гран-при Мексики 1963 года, Гран-при Великобритании 1964 года, Гран-при ЮАР 1965 года, Гран-при Франции 1965 года, Гран-при Германии 1965 года |
| 2     | 6                    | Льюис Хэмилтон      | Гран-при Малайзии 2014 года, Гран-при Италии 2015 года, Гран-при Китая 2017 года, Гран-при Канады 2017 года, Гран-при Великобритании 2017 года, Гран-при Абу-Даби 2019 года                                                                   |
| 3     | 5                    | Альберто Аскари     | Гран-при Франции 1952 года, Гран-при Германии 1952 года, Гран-при Нидерландов 1952 года, Гран-при Аргентины 1953 года, Гран-при Великобритании 1953 года                                                                                      |
| 3     | 5                    | Михаэль Шумахер     | Гран-при Монако 1994 года, Гран-при Канады 1994 года, Гран-при Испании 2002 года, Гран-при Австралии 2004 года, Гран-при Венгрии 2004 года |
| 3     | 5                    | Макс Ферстаппен     | Гран-при Австрии 2021, Гран-при Эмилии-Романьи 2022, Гран-при Испании 2023, Гран-при Катара 2023, Гран-при Бахрейна 2024 |
| 6     | 4                    | Джеки Стюарт        | Гран-при Франции 1969 года, Гран-при Монако 1971 года, Гран-при Франции 1971 года, Гран-при США 1972 года |
| 6     | 4                    | Айртон Сенна        | Гран-при Португалии 1985 года, Гран-при Испании 1989 года, Гран-при Монако 1990 года, Гран-при Италии 1990 года |
| 6     | 4                    | Найджел Манселл     | Гран-при Великобритании 1991 года, Гран-при ЮАР 1992 года, Гран-при Испании 1992 года, Гран-при Великобритании 1992 года |
| 6     | 4                    | Себастьян Феттель   | Гран-при Индии 2011 года, Гран-при Японии 2012 года, Гран-при Сингапура 2013 года, Гран-при Кореи 2013 года |
| 10    | 3                    | Нельсон Пике        | Гран-при США-Запад 1980 года, Гран-при Аргентины 1981 года, Гран-при Канады 1984 года |
| 11    | 2                    | Хуан Мануэль Фанхио | Гран-при Монако 1950, Гран-при Германии 1956 |
| 11    | 2                    | Джек Брэбхэм        | Гран-при Бельгии 1960, Гран-при Великобритании 1966 |
| 11    | 2                    | Мика Хаккинен       | Гран-при Бразилии 1998, Гран-при Монако 1998 |
| 11    | 2                    | Нико Росберг        | Гран-при России 2016, Гран-при Европы 2016 |
| 15    | 1                    | Майк Хоторн         | Гран-при Франции 1958 |
| 15    | 1                    | Стирлинг Мосс       | Гран-при Португалии 1959 |
| 15    | 1                    | Йо Зифферт          | Гран-при Австрии 1971 |
| 15    | 1                    | Жаки Икс            | Гран-при Германии 1972 |
| 15    | 1                    | Клей Регаццони      | Гран-при США-Запад 1976 |
| 15    | 1                    | Ники Лауда          | Гран-при Бельгии 1976 |
| 15    | 1                    | Жак Лаффит          | Гран-при Бразилии 1979 |
| 15    | 1                    | Жиль Вильнёв        | Гран-при США-Запад 1979 |
| 15    | 1                    | Герхард Бергер      | Гран-при Австралии 1987 |
| 15    | 1                    | Дэймон Хилл         | Гран-при Венгрии 1995 |
| 15    | 1                    | Фернандо Алонсо     | Гран-при Сингапура 2010 |
| 15    | 1                    | Шарль Леклер        | Гран-при Австралии 2022 |